# Dothan
Dothan je město ve Spojených státech amerických. Nachází se v okrese Houston County ve státě Alabama, přičemž je zároveň správním městem tohoto okresu. Menší části města zasahují také do Dale County a Henry County. Ve městě žije přibližně 71 tisíc obyvatel a jeho rozloha činí 232,4 km². Je 8. nejlidnatějším městem v Alabamě a pátým největším z hlediska rozlohy. Leží asi 32 kilometrů západně od hranice s Georgií a 26 kilometrů severně od hranice se státem Florida v jihovýchodní části státu Alabama. Bylo založeno roku 1885 a pojmenováno po biblickém městě Tel Dothan.
Město je významným ekonomickým a kulturním centrem jihovýchodní Alabamy, nicméně tuto roli plní i pro jihovýchodní část státu Georgie a část Floridy ležící v její části zvané Florida Panhandle. V okolí města se hojně pěstuje podzemnice olejná, jejíž plody se ve městě zpracovávají a město je tak známé jako "The Peanut Capital of the World" (česky Ořechové hlavní město světa). Ve městě se navíc pravidelně koná několik ořechových festivalů. V oblasti, kde město leží, panuje vlhké subtropické podnebí. Asi 56 % obyvatel tvoří běloši, 33 % Afroameričané a zbývajícími obyvateli jsou zejména Hispánci.

## Partnerská města
- Alajuela, Kostarika
- Sakado, Japonsko